# Тосінге
Тосінге (дан. Tåsinge) — острів у Європі, в Балтійському морі, на південному сході регіону Південної Данії в Данії.

## Географія
Острів знаходиться на півдні комуни Свеннборг, у регіоні Південна Данія, на південний схід від острова Фюн і відділений від нього вузькою протокою Свеннборгзунд (0,4-2 км), у південній частині країни, за 48 км від материкового узбережжя Данії. Протяжність острова з півночі — північного сходу на південь — південний захід близько 13 км, при максимальній ширині до 11 км. Максимальна висота острова, гора Брегнінг — 72 м. Тосінге має площу — 69,79км².
Назва острова походить від староданского Thorsinge (ложе Тора). В адміністративному відношенні він розділений на три парафії (согни) — Брегнінге, Ландет та Берреб'ю (з півночі на південь).
Найбільші населенні пункти — міста Віндебі, має населення 2332 осіб та Троенсе — 1444 особи (2017) і знаходяться в північній частині острова. Його населення становить 6187 осіб (2010).

## Історія

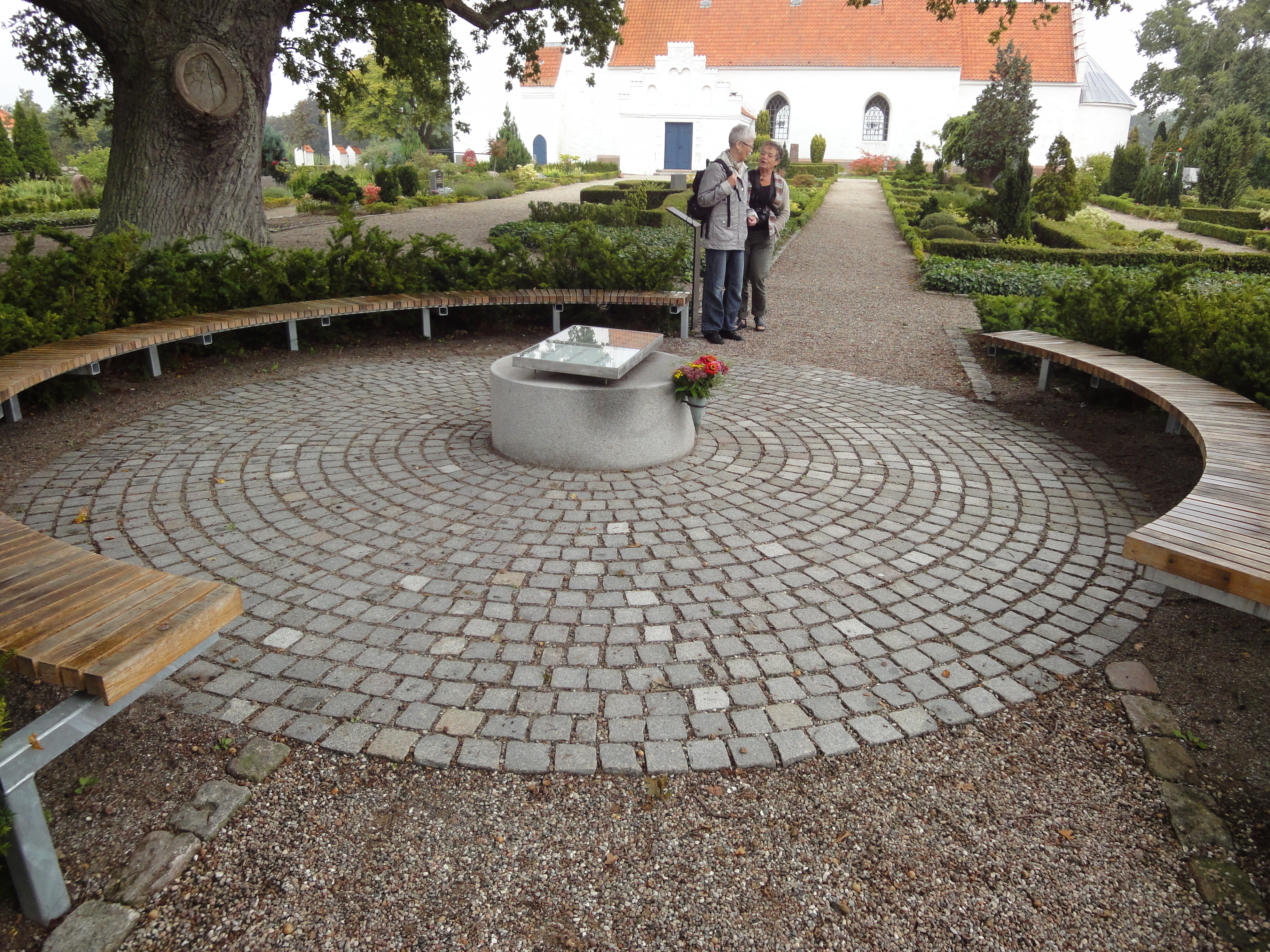
Могила Ельвіри та Сікстена (2013)

У 1639-1644 роках на острові, данський король Крістіан IV — для свого сина, принца Вальдемара Крістіана — спорудив замок «Вальдемар Слот», що зберігся до наших днів. Втім, принц так ніколи там не жив.
На місцевому цвинтарі церкви Святого Йоргена, що у приході Ландет (Landet kirkegård), 27 липня 1889 року була похована, мабуть найвідоміша у Скандинавії своєю трагічною історією, пара закоханих — данська циркова актриса Ельвіра Мадіґан та шведський граф Сікстен Спарре, які 19 липня 1889 року покінчили з життям у сусідньому «Північному лісі» (дан. Nørreskov). Їх могила є визначним пам'ятником острова, і місцем постійного паломництва туристів та закоханих.
За мотивами цієї трагічної історії, шведським режисером Б. Відербергом, у 1967 році був знятий фільм «Ельвіра Мадіґан». Проте жодної сцени фільму не було знято на острові Тесінге. Зйомки фільму відбулися у передмісті Копенгагена Клампенборзі та шведській історичній провінції Сконе.